# Agaristinae
Agaristinae là một trong các phân họ lớn bướm đêm thuộc về họ Noctuidae. Phát sinh loài và nhiều chi của nó hiện đang được xem xét lại.
| - Acantuerta - Aegocera - Aegoceropsis - Aethodes - Agarista - Agaristodes - Agoma - Aletopus - Alloasteropetes - Alypia - Alypiodes - Amazela - Ancarista - Andrhippuris - Androloma - Antigodasa - Apaegocera - Apina - Arctiopais - Argyrolepidia - Arpia - Arrothia - Asteropetes - Aucula - Brephos - Burgena - Caularis - Chaetostephana - Charitosemia - Chelonomorpha - Choeropais - Cisaucula - Clitis - Coenotoca - Comocrus - Copidryas - Crameria - Cremnophora - Crinala - Crinocula - Cruria - Cruriopsis - Darceta - Darcetina - Depalpata - Diamuna - Epischausia - Episteme - Epithisanotia | - Erocha - Eudryas - Eupseudomorpha - Euscirrhopterus - Eutactis - Eutrichopidia - Exsula - Fenaria - Fleta - Gerra - Gerrodes - Godasa - Hecatesia - Hemituerta - Heraclia - Hespagarista - Heterandra - Hoplarista - Hortonius - Hypotuerta - Idalima - Immetalia - Ipanica - Laquea - Leiosoma - Leonides - Letaba - Leucogonia - Leucosemia - Leucovis - Longicella - Lophonotidia - Maikona - Massaga - Melanchroiopsis - Metagarista - Metaxanthiella - Mimeusemia - Misa - Mitrophrys - Musurgina - Mystrocephala - Neotuerta - Nesaegocera - Omphaloceps - Ophthalmis - Orthia - Ovios | - Paida - Pais - Paraegocera - Pararothia - Paratuerta - Parothria - Pemphigostola - Periopta - Periscepta - Phalaenoides - Phasidia - Philippodamias - Pimprana - Platagarista - Polacanthopoda - Pristoceraea - Prostheta - Pseudagoma - Pseudalypia - Pseudopais - Pseudospiris - Pseudotuerta - Psychomorpha - Pycnodontis - Radinocera - Rhosus - Rothia - Saigonita - Sarbanissa - Sarbissa - Schalifrontia - Schausia - Schausilla - Scrobigera - Seirocastnia - Sergiusia - Seudyra - Shapis - Spectronissa - Syfania - Syfanoidea - Tuerta - Tuertella - Vespola - Weymeria - Xanthospilopteryx - Xerociris - Zalissa |

## Hình ảnh

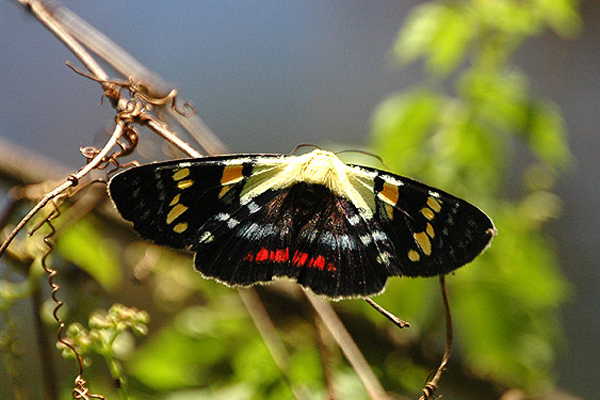